# Ганіярв
Га́ніярв, або Кю́йньярв, або Ю́лемяеярв, (ест. Hanijärv, Küünjärv, Ülemäejärv) — природне озеро в Естонії, у волості Вастселійна повіту Вирумаа.

## Розташування
Ганіярв належить до Чудського суббасейну Східноестонського басейну.
Озеро лежить на північний схід від села Голста.
Акваторія водойми входить до складу природного парку Гаанья (Haanja looduspark).

## Опис
Загальна площа озера становить 1 га. Довжина берегової лінії — 493 м.